# Принцерсдорф
Принцерсдорф (нем. Prinzersdorf) — ярмарочная коммуна (нем. Marktgemeinde) в Австрии, в федеральной земле Нижняя Австрия. 
Входит в состав округа Санкт-Пёльтен.  Население составляет 1502 человека (на 31 декабря 2005 года). Занимает площадь 4,06 км². Официальный код  —  31932.

## Политическая ситуация
Бургомистр коммуны — Карл Фукс (АНП) по результатам выборов 2005 года.
Совет представителей коммуны (нем. Gemeinderat) состоит из 19 мест.
- АНП занимает 10 мест.
- СДПА занимает 8 мест.
- АПС занимает 1 место.